# 谭继洵墓
譚继洵墓位於湖南省浏阳市集里街道龔家橋社區，是清朝湖廣總督譚继洵和其正配夫人徐氏的合葬墓。2011年1月24日，列入第九批湖南省文物保护单位。

## 概况

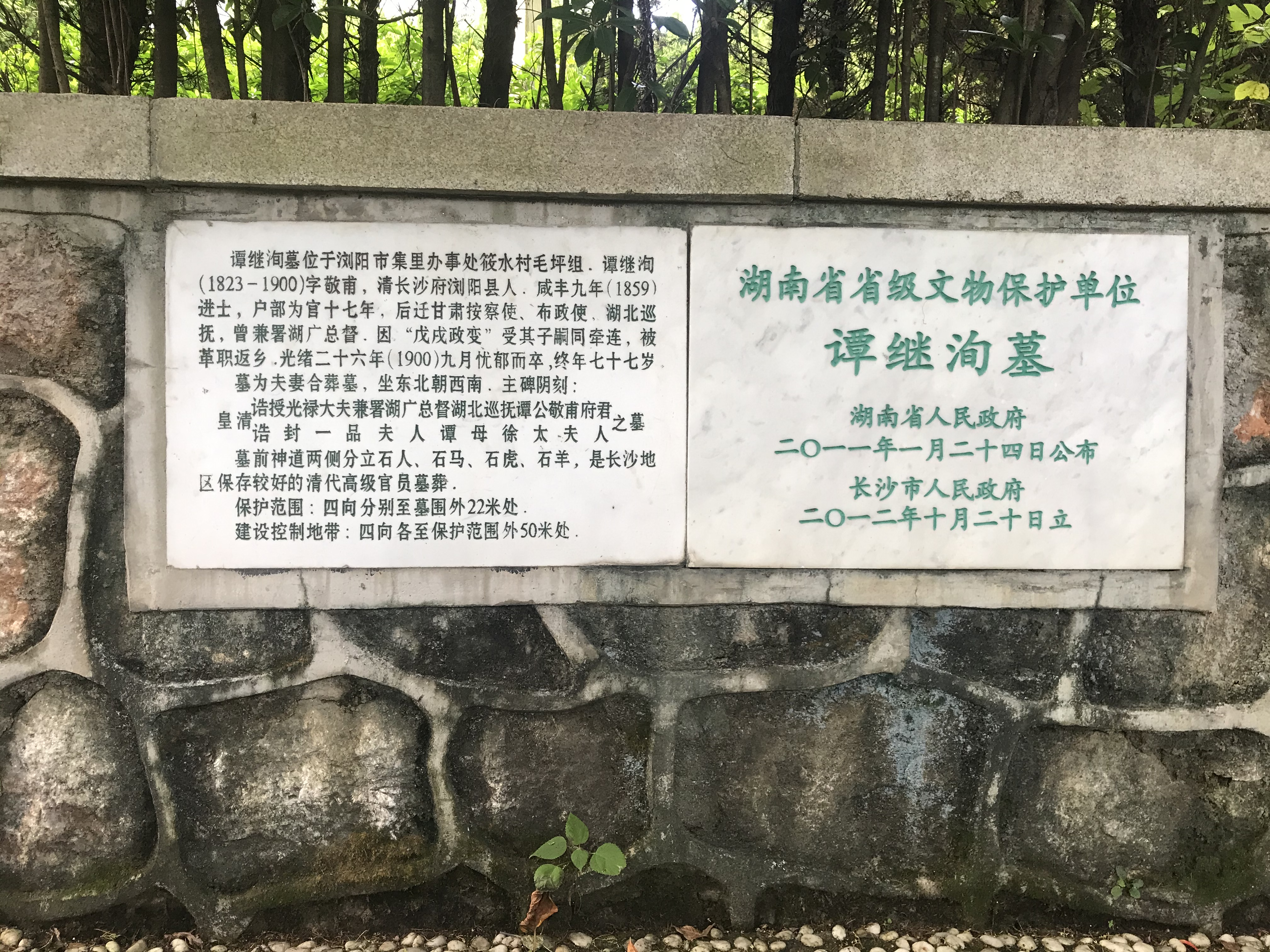
譚繼洵墓前的省级文物保护单位公示牌

1900年9月，譚继洵卒于浏阳后即安葬于此，1991年10月27日，浏阳县人民政府将该墓评定为县级文物保护单位:639。2007年浏阳市政府对其墓地实施了整体维修保护。2011年1月24日，湖南省人民政府将其列入第九批湖南省文物保护单位，2012年10月，长沙市人民政府在其墓址树立省级文物保护单位公示牌。
譚继洵墓为夫妻合葬墓，坐东北朝西南。主碑阴刻：

皇清

诰封光禄大夫兼署湖广总督湖北巡抚谭公敬甫府君

诰封一品夫人谭母徐太夫人

之墓

譚继洵墓前神道两侧石像生分立有石人、石马、石虎、石羊，是长沙市保存较为完整的清朝高级官吏的墓葬。

## 相关参见
- 谭嗣同墓